# Nomada perplexa
Nomada perplexa är en biart som beskrevs av Cresson 1863. Nomada perplexa ingår i släktet gökbin, och familjen långtungebin. Inga underarter finns listade i Catalogue of Life.